# Patricio Di Palma

Patricio Di Palma (Zweiter von rechts) in den 1990er-Jahren

Patricio Di Palma (* 26. Juni 1971 in Buenos Aires) ist ein argentinischer Auto-Rennfahrer.

## Karriere
Er fährt in verschiedenen Klassen und Serien, wobei ihm seine größten Erfolge in den Klassen TC (Turismo Carretera) und TC2000 gelangen.
Patricio, den seine Fans nur "Pato" nennen, was auf Spanisch Ente bedeutet, wohnt in Arrecifes, Buenos Aires (Provinz) (Argentinien). 
Im Jahr 2004 gewann er das Rennen  "200 km de Buenos Aires" ein jährlich  Touring Car Rennen im Autodrom Juan y Óscar Gálvez in Buenos Aires, Argentina.

## Statistik

### Karrierestationen
An folgenden Serien hat "Pato" bisher teilgenommen:
- 1992: Argentine Supercart Championship
- 1993: Argentine Supercart Championship
- 1994: Argentine Supercart Championship
- 1995: Turismo Carretera
- 1996: Turismo Carretera
- 1997: Turismo Carretera
- 1998: Turismo Carretera
- 1999: Turismo Carretera
- 2000: Turismo Carretera
- 2001: Turismo Carretera
- 2002: Turismo Carretera, TRV6
- 2003: Turismo Carretera
- 2004: Turismo Carretera, TC2000
- 2005: Turismo Carretera, Turismo Nacional Champion
- 2006: Turismo Carretera
- 2007: TC2000 (Volkswagen Bora), Turismo Carretera, TRV6.
- 2008: Turismo Carretera
- 2009: Turismo Carretera